# Acacia scleroclada
Acacia scleroclada är en ärtväxtart som beskrevs av Bruce R. Maslin. Acacia scleroclada ingår i släktet akacior, och familjen ärtväxter. Inga underarter finns listade i Catalogue of Life.